# Ypthima elwesi
Ypthima elwesi är en fjärilsart som beskrevs av Aurivillius 1898. Ypthima elwesi ingår i släktet Ypthima och familjen praktfjärilar. Inga underarter finns listade i Catalogue of Life.